# 香取市内循環バス
香取市内循環バス（かとりしないじゅんかんバス）は、千葉県香取市のコミュニティバスの総称。
2024年10月1日のダイヤ改正より、路線バス、循環バスの12路線で、運行内容が変更となった。運行内容の変更に伴い、バスの一部を予約型のデマンド交通（愛称：かとくる）に切り替えて運行する。

## 運行路線

### 香取市循環バス
2024年10月1日改正

#### 北佐原・新島ルート
- 横利根閘門公園 → 笄島中央 → 八筋川中央 → 境島公民館 → 与田浦 → 砂場 → 香取市役所 → 佐原駅 → 県立佐原病院
  - 土休日・年末年始運休
  - 朝1便のみ運行
  - 京成バス千葉イースト多古営業所に運行を委託

#### 佐原市街地（東側）ルート
- 佐原駅 - 諏訪神社 - 忠敬橋 - 水郷佐原山車会館 - 県立佐原病院 - 香取神宮 - 香取駅入口 - 水の郷さわら - 香取市役所 - 佐原駅北口 - 佐原駅
  - 土休日・年末年始運休
  - 左回り5回・右回り2回
  - 京成バス千葉イースト多古営業所に運行を委託

#### 佐原市街地（西側）ルート
- 佐原駅 - 諏訪神社 - 忠敬橋 - 水郷佐原山車会館 - 県立佐原病院 - 観福寺前 - 橋替団地 - 玉造北公園前 - 佐原郵便局入口 - 佐原自動車教習所前 - 香取市役所 - 佐原駅
  - 土休日・年末年始運休
  - 右回り3回・左回り4回
  - 京成バス千葉イースト多古営業所に運行を委託

#### 山田ルート
- 山田支所 → 橘ふれあい公園 → 田部仲新田 → 北谷 → JAかとり前 → おみがわ医療センター → 小見川駅
  - 月 - 金曜日運行
  - 朝1便のみ運行
  - 京成バス千葉イースト多古営業所に運行を委託

#### 小見川市街地ルート
- 北西ルート
- 南西ルート
- 北東ルート
  - 月 - 金曜日運行
  - 京成バス千葉イースト銚子営業所に運行を委託

## 運賃
- 大人 300円、中学・高校生 100円
- 障害者手帳(ミライロIDを含む)を提示した場合、大人は100円、中学・高校生は無料
- 小学生以下無料
- 1日フリー乗車券　大人600円、中学・高校生200円

## 車両
- 小型バス（日野・ポンチョ）